# Kiikoinen
Kiikoinen (in svedese Kikois) è un ex comune finlandese di 1 268 abitanti (dato 2012), situato nella regione della Satakunta. Dall'inizio del 2013 è stata inglobata nella città di Sastamala.